# Jules Schmalzigaug

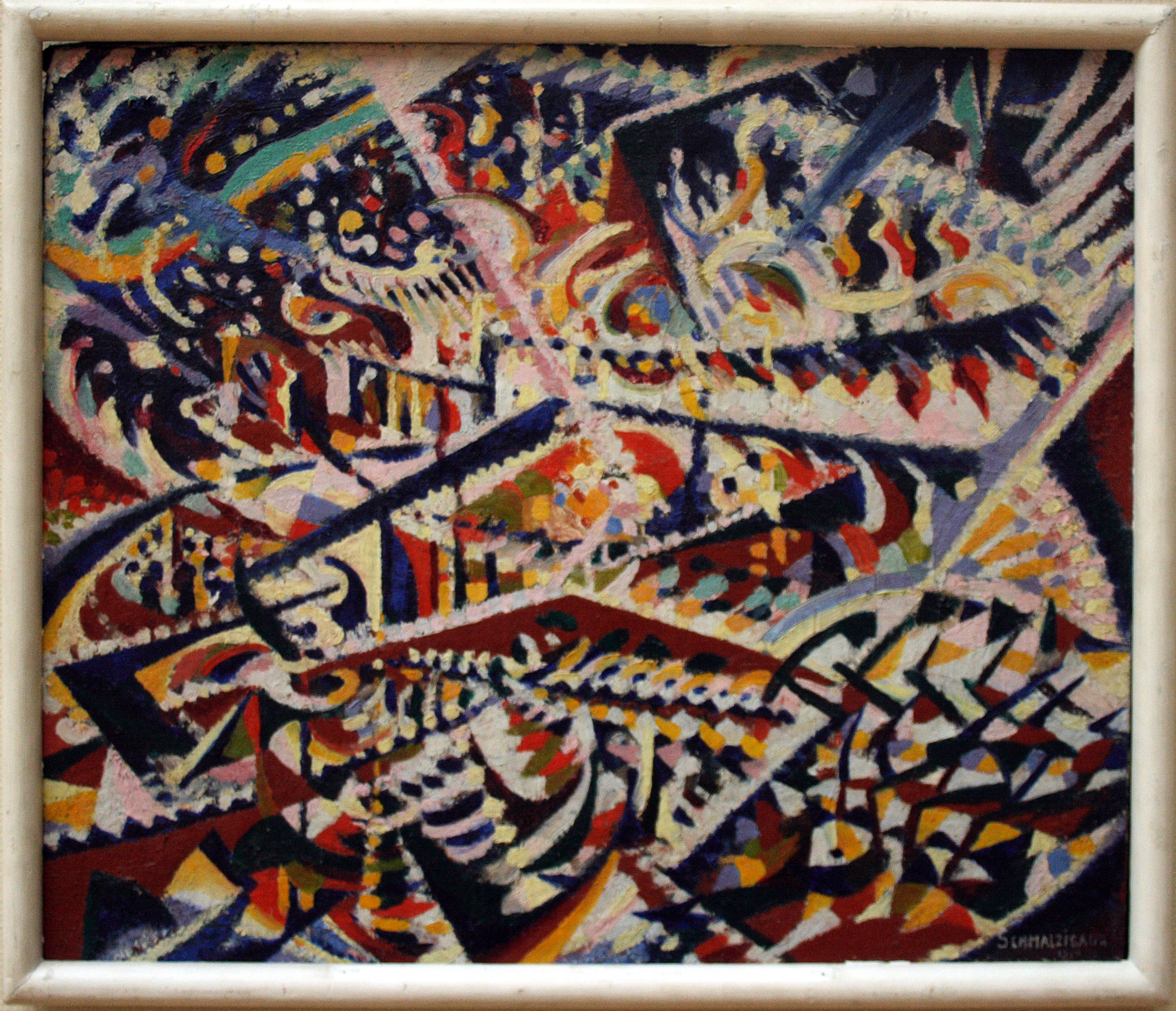
Indruk van een danszaal, 1914, Koninklijk Museum voor Schone Kunsten, Antwerpen

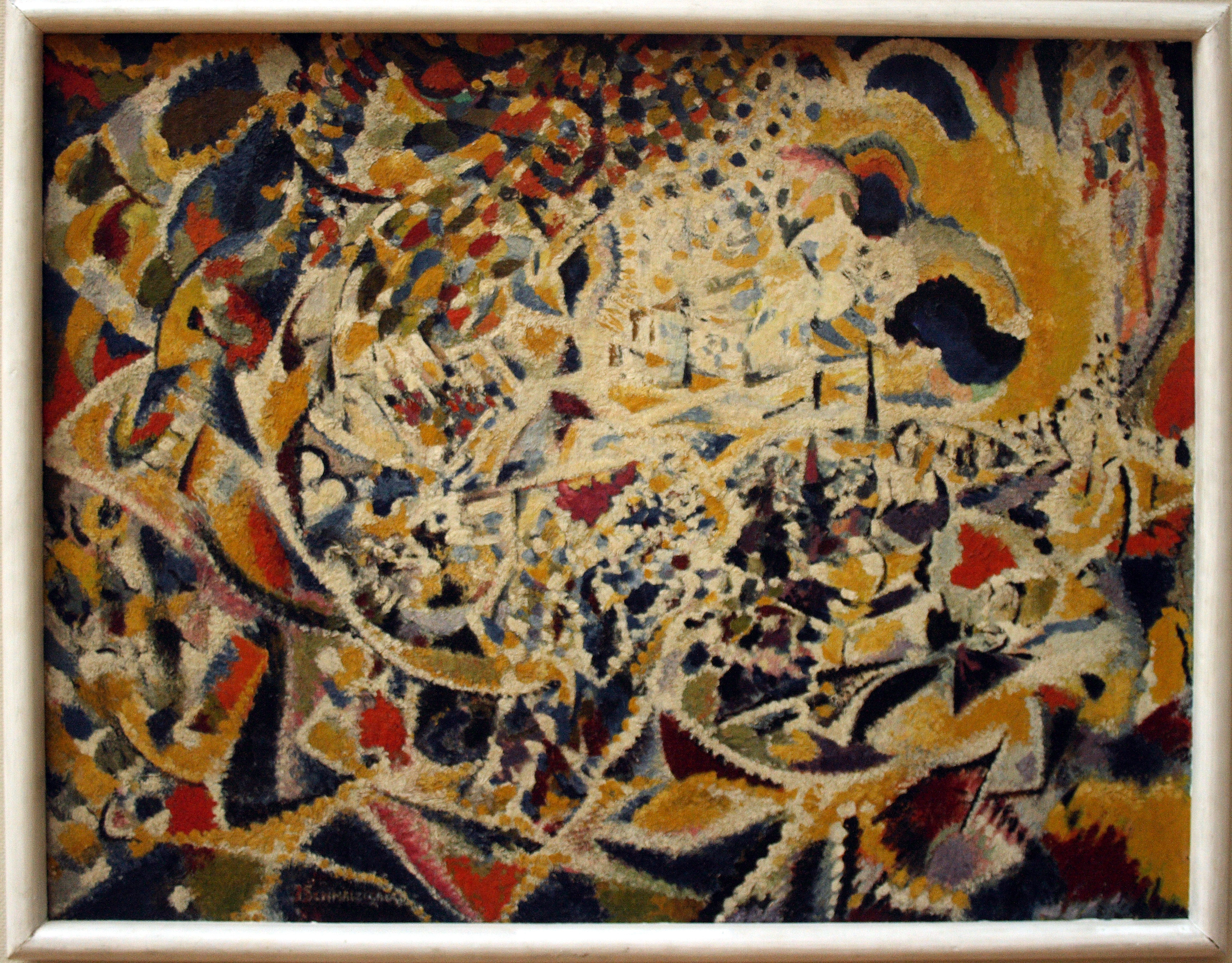
Licht, Koninklijk Museum voor Schone Kunsten, Antwerpen

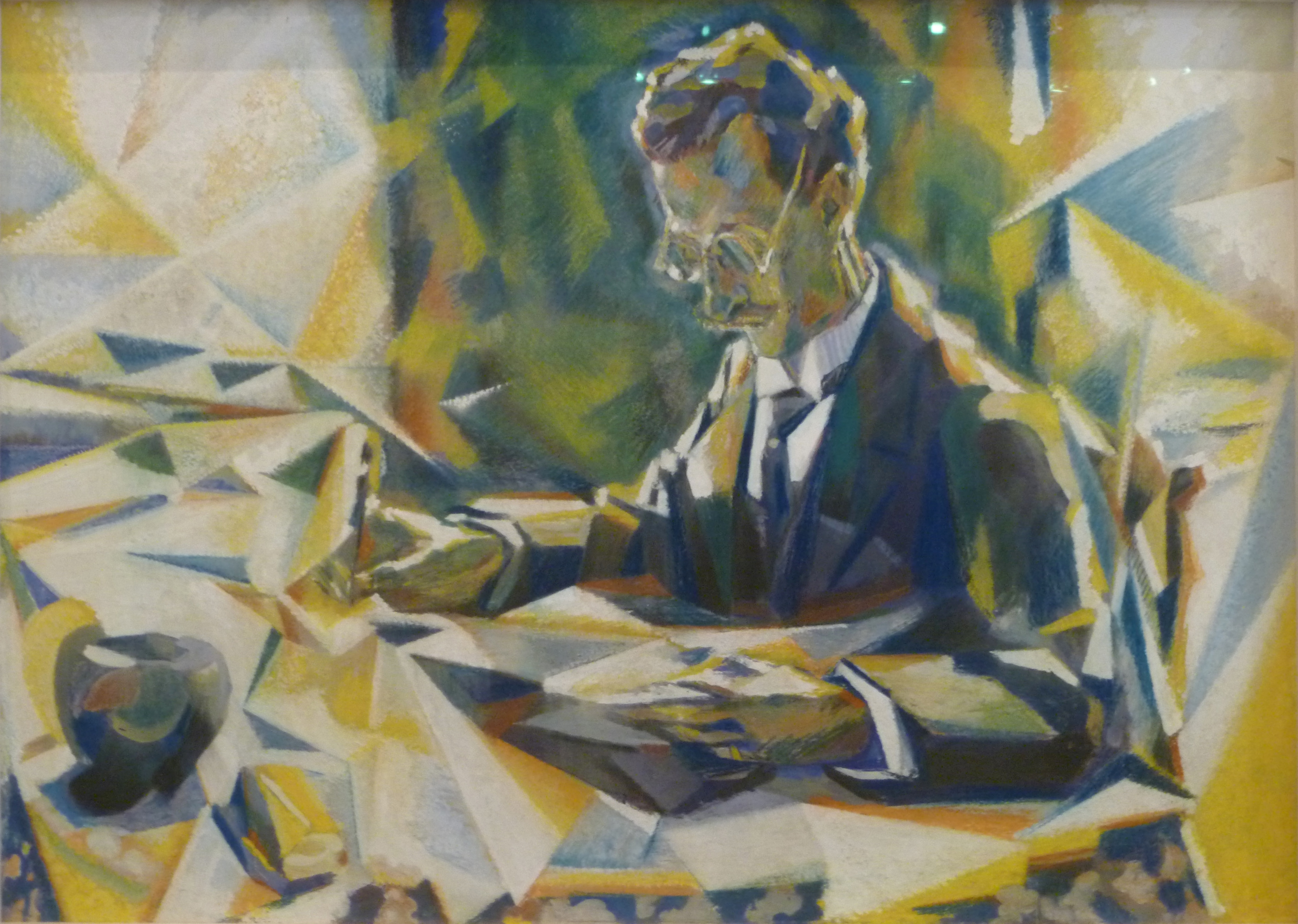
Portret van Baron Francis Delbeke, 1916-1917, Koninklijke Musea van België, Brussel

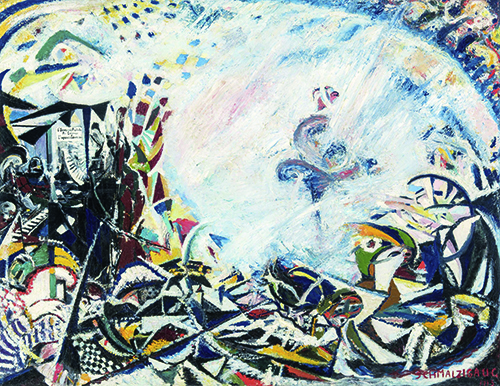
Het dynamische van de dans, 1913, The Phoebus Foundation

Jules Schmalzigaug (Antwerpen, 26 september 1882 – Den Haag, 12 mei 1917) was een Belgisch kunstschilder en tekenaar. Hij geraakte in de ban van het Italiaans futurisme en is een der weinige proponenten van deze beweging in België. Zijn invloed was dan ook heel beperkt en hij werd weinig gewaardeerd gedurende zijn leven. Hij was lange tijd wat in de vergetelheid geraakt, maar dankzij recente tentoonstellingen, wordt hij nu volop naar waarde geschat.

## Biografie
Zijn familie, van Duitse afkomst, was zeer welgesteld en woonde in Antwerpen. Op jeugdige leeftijd werd scoliose bij hem vastgesteld. Hij werd naar het buitenland gestuurd voor behandeling. Hij verbleef vanaf zijn zestiende op internaat in een gymnasium in Dessau, Duitsland. Hier werd zijn tekentalent ontdekt door de landschapschilder Paul Riess en dit stuwde hem in de kunstenaarsrichting. Tussen maart en september 1901 keerde hij voor korte tijd terug naar Antwerpen. Hij schreef zich in op de Brusselse kunstacademie en volgde er korte tijd lessen bij Isidore Verheyden. Daarna verbleef hij gedurende een jaar in Karlsruhe en volgde er lessen aan de Staatliche Akademie der Bildenden Künste.
In 1905 maakte hij gedurende negen maanden een rondreis door Italië Vooral de sfeer en het licht van Venetië hadden een grote invloed op zijn werk. Hij maakte er schetsen en voor het eerst ook etsen. In Rome was hij de correspondent van het kunsttijdschrift L'Art Contemporain.
In 1907 maakte hij ditmaal een rondreis door Frankrijk, waar hij in de ban geraakte van de Franse kunst.
Terug in Antwerpen werd hij in 1908 adjunct-secretaris van Kunst van Heden, actief bij de organisatie van internationale tentoonstellingen. Antwerpen had rond deze periode een joodse elite die een belangrijke rol speelde in het culturele leven: naast Schmalzigaug waren er ook nog Marten Rudelsheim, Maurits Nykerk, Jozef Posenaer, Leo J. Kryn en Victor Hageman. Hij nam steeds meer afstand van het kunstmilieu in België en in het bijzonder in Antwerpen, die hij conservatief en bekrompen noemde. Anderzijds had hij wel bewondering voor de Oostendse kunstenaar James Ensor. Hij kon hem in 1908 ertoe bewegen werk af te staan voor de Ausstellung Belgischer Kunst in Berlijn, ingericht door Kunst van Heden.
Hij bezocht de Wereldtentoonstelling van 1910 in Brussel. Hier besloot hij zijn kunstopleiding verder te zetten in Parijs. Van 1910 tot 1912 verbleef hij vooral in Parijs, waar hij studeerde bij Lucien Simon and Émile René Ménard. Hij bewonderde er de werken van kubistische kunstenaars Georges Braque en Fernand Léger, maar zijn voorkeur ging toch uit naar de Franse fauvisten zoals Pierre Bonnard en Édouard Vuillard. Schmalzigaug stelde in 1911 voor het eerst tentoon in het Salon des Indépendants in Parijs.
Op bezoek in Parijs bezocht hij in 1912 de tentoonstelling van de Italiaanse futuristen in de Galerie Berneim-Jeune en geraakte in de ban van deze kunstbeweging en in het bijzonder de schilderijen van Gino Severini. Hij woonde een lezing bij door Filippo Marinetti, de leider van het Italiaans futurisme.
Hij besloot te verhuizen naar Venetië. Zijn verblijf in Italië van 1912 tot 1914 werd de gelukkigste en vruchtbaarste van zijn leven. Hij keerde in de kerstperiode van 1912 een korte tijd terug naar Antwerpen. Hij bezocht de schilder Jakob Smits in Mol. Hij leerde van hem hoe hij licht kon doseren in zijn atelier van direct licht naar indirect licht, wat hij noemde als lichtkleuren en viltkleuren. Terug in Venetië, richtte Schmalzigaug zijn atelier in volgens deze principes. Dit had tot gevolg dat zijn schilderijen een lichtere toets kregen met intensere kleuren. Hij geraakte geïnteresseerd in een wetenschappelijke benadering van licht en kleur en paste deze benadering toe in zijn werken. Dit alles leidde in de zomer van 1913 tot een intense toets in zijn schilderijen. Hij probeerde met kleuren de vorm te bepalen en elk perspectief achterwege te laten. Hij zocht naar het uitbeelden van beweging, geInspireerd door de werken van Umberto Boccioni, vermengd met abstracte vormen en ritmes, naar de werken van Giacomo Balla.
In 1914 exposeerde hij met zes schilderijen op de internationale groepstentoonstelling van het futurisme Esposizione Libera Futurista Internazionale in Rome. Dit betekende voor hem een hoogtepunt.
Bij het uitbreken van de Eerste Wereldoorlog in 1914 keerde hij terug naar Antwerpen. Om gezondheidsredenen  (scoliose) werd hij afgekeurd voor de militaire dienst en hij verhuisde met zijn familie naar Den Haag. Hij maakte er kennis met Nederlandse en (uitgeweken) Belgische kunstenaars, zoals Georges Vantongerloo en Rik Wouters. Hij was in deze periode zeer productief met zowel abstract als figuratief werk. In 1915 lag hij aan de basis van de Belgische School voor Huiselijke Kunst in Den Haag en werd er 'kunstelijk adviseur'. Onder andere de jonge Edith Van Leckwyck kreeg les van hem.
Hij maakte in 1914 kennis met de kleurentheorie van de Amerikaanse fysicus Ogden Rood, uitgelegd in het boek Modern Chromatics, with Applications to Art and Industry (gepubliceerd in 1879, met Franse vertaling in 1881). Dit boek, dat een onderscheid maakte tussen kleurlicht en kleurmaterie, had een groot impact op Schmalzigaug en hij probeerde deze theorie tot uiting te brengen in zijn werken. Hij werkte deze theorie nog verder uit in het traktaat La Panchromie, verschenen in enig exemplaar rond 1916. Dit exemplaar kwam dan terecht bij zijn leerlinge Edith Van Leckwyck.
Hij nam met twee schilderijen en enkele tekeningen deel aan de Tentoonstelling van Belgische Kunst in het Stedelijk Museum van Amsterdam (16 december 1916 tot 6 januari 1917). Hij kreeg slechts een lauw onthaal bij de critici.
In het door de oorlog geïsoleerde Nederland miste hij de sfeer van Venetië en het contact met de grote kunststromingen. De dood van zijn vriend en kunstschilder Umberto Boccioni had hem diep aangeslagen. Zijn werken haalden niet meer het niveau van zijn Italiaanse periode en werden terug (deels) figuratief. Hij raakte gedeprimeerd en maakte op 13 mei 1917 een einde aan zijn leven.
Schmalzigaug behoorde tot een van de eerste Belgische avant-gardekunstenaars die zich manifesteerden in het Italiaans futurisme. Hij probeerde licht, kleur, vibraties en beweging in al zijn variaties uit te beelden. Via het futurisme evolueerde hij dan naar de abstracte kunst. Pas na zijn dood in 1917 waren er enkele Belgische kunstenaars die korte tijd een interesse vertoonden voor het futurisme, zoals Paul Joostens, Pierre-Louis Flouquet, Prosper De Troyer en Edmond van Dooren. Een hommage in Antwerpen in 1923 door Kunst van Heden aan hun voormalige secretaris liet geen grote indruk na bij de kunstcritici en het grote publiek.  De Britse kunstkenner Michael Palmer schrijft in zijn boek Van Ensor tot Magritte, Belgische kunst 1880 - 1940 op blz. 182:
"Schmalzigaug heeft noch in België noch elders veel erkenning gekregen. Hij behoorde niettemin tot de meest bedreven en originele moderne Belgische kunstenaars."
Zijn werken hangen onder andere in het Koninklijk Museum voor Schone Kunsten in Antwerpen (waarvan zeven schilderijen geschonken in 1928 door zijn broer Walter 'Schmalzigaug' Malgaud), de Koninklijke Musea voor Schone Kunsten van België in Brussel en het Mu.ZEE in Oostende.

## Tentoonstellingen
- Gedurende zijn leven heeft hij nooit tentoongesteld in België.
- 2003, Kunsthal, Rotterdam: De blijvende verlokking: Nederlandse kunstenaars in Italië, 1806-1940
- 2003, Musée d'Orsay, Parijs: Aux origines de l'abstraction (1800-1914)
- 29 oktober 2010 tot 6 februari 2011, Koninklijke Musea voor Schone Kunsten van België, Brussel: Jules Schmalzigaug, een Belgische futurist
- In 2016 kreeg hij een grote overzichtstentoonstelling in het Mu.ZEE, Oostende, met veel werken uit musea en privécollecties
- 2016-2017, Koninklijke Musea voor Schone Kunsten van België, Brussel: 14-18. Breuk of continuïteit?
- 2022, Jakob Smitsmuseum, Mol: Jules Schmalzigaug versus Jakob Smits

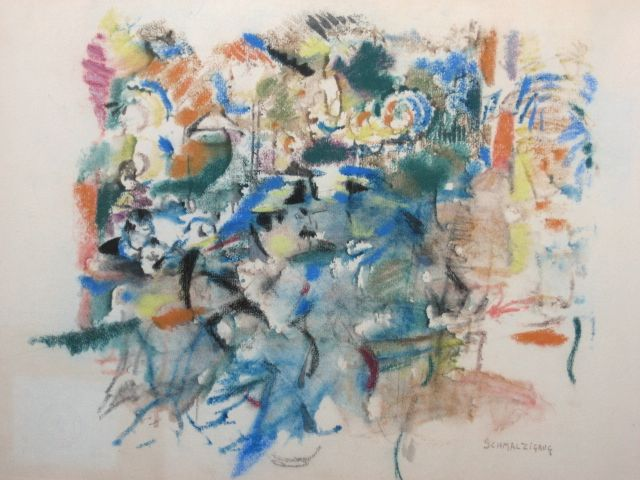
Terras, 1915-17